# Metangula
Il villaggio di Metangula è sede del distretto mozambicano del Lago, nella provincia del Niassa. Amministrativamente, Metangula è un municipio con un consiglio locale eletto.
Metangula, secondo il censimento del 2007, ospita 13.235 abitanti.

## Storia

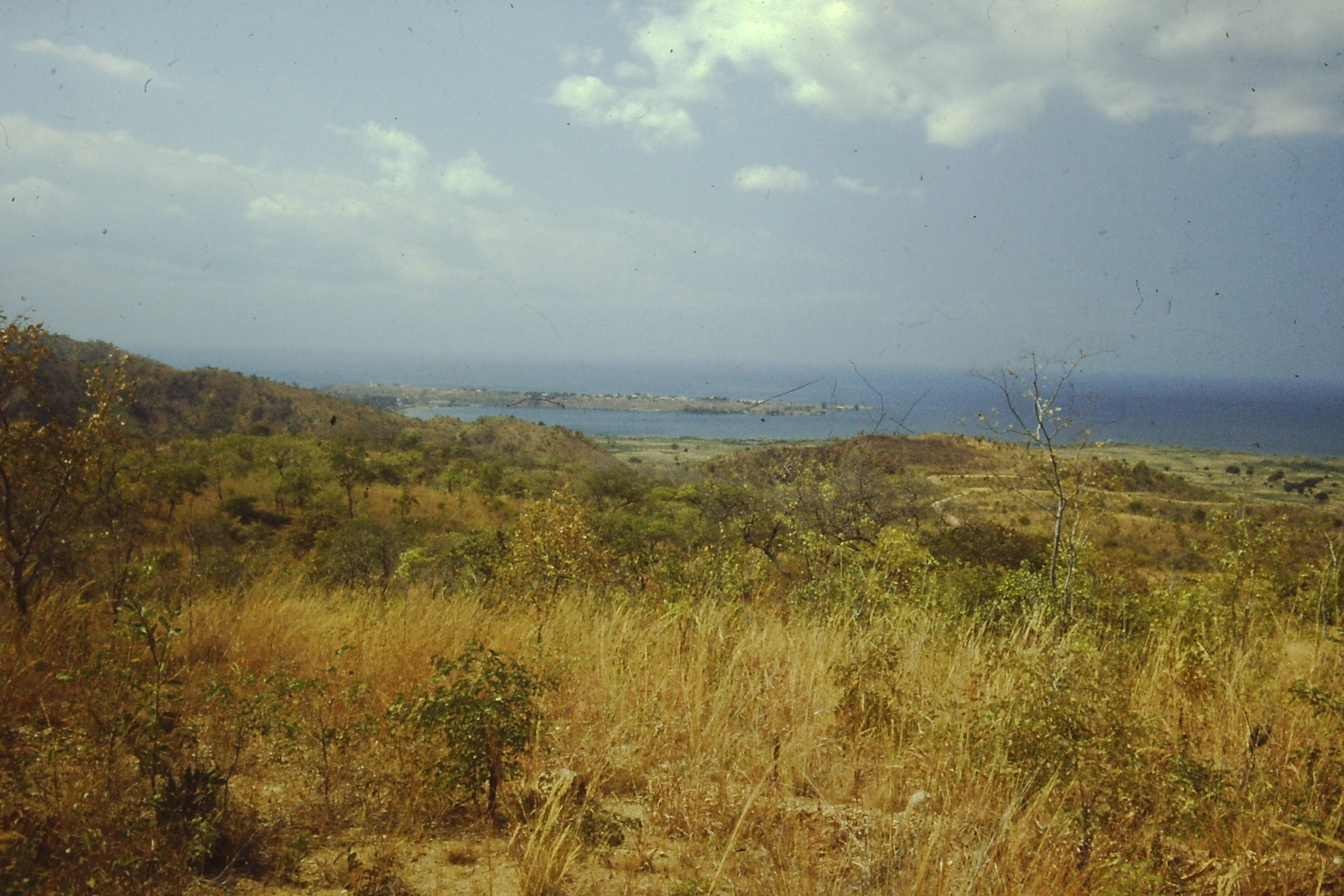
Vista di Metangula e della baia, dalla strada che scende dall'altopiano del Niassa (1988)

La prima installazione portoghese a Metangula è stata una postazione militare costruita nel 1900, nel contesto degli sforzi del governo coloniale per conquistare il controllo del lago Niassa. In dicembre del 1963, il nome della località era stato cambiato in Augusto Cardoso, ma è ritornato al toponimo originale subito dopo l'indipendenza.
Durante la Guerra Coloniale, a Metangula si costruì una base della Marina Portoghese, dove era insediate le forze navali che operavano nel lago.
Il municipio ha dodici frazioni, chiamate Sanjala, Seli, Michenga, Thungo, Chipele, Micuio, Chiwanga, Chigoma, Mifungo, Mpeluca, Caphueleza e Mechumua.